# Change of Address
Albums de Krokus
The Blitz
(1984) Alive and Screamin'
(1986)
Singles
1. School's Out
Sortie : 1986
2. Say Goodbye
Sortie : 1986
3. Burning up the Night
Sortie : 1986

Change of Address est le neuvième album studio du groupe de hard rock suisse Krokus. Il est sorti en juin 1986 sur le label Arista Records et a été produit par Tom Werman et Fernando Von Arb.

## Présentation
Cet album fut enregistré en Californie aux Artisan Sound Recorders Studios et aux Studios Cherokee de Hollywood. Sa pré-production fut effectué aux Pink Tonstudios de Zuchwil en Suisse.
Le bassiste suisse Tommy Keiser (ex-Cobra) qui avait rejoint le groupe pour la deuxième partie de la tournée américaine de l'album The Blitz joue sur cet album  et participa à sa tournée de promo. Le guitariste de jazz-rock anglais Allan Holdsworth viendra placer un solo de guitare sur la chanson Long Way from Home.
Change of Address reçoit, globalement, un mauvais accueil de la critique et est largement considéré comme le moins réussi des albums du groupe. Il est décrit comme « l'une des pires réalisations » de Krokus et le site web du groupe prétend que ses membres et leur style musical ont été soumis à une trop forte pression de leur compagnie de disques,.
Sans surprise, Krokus change de label pour son album studio suivant Heart Attack en rejoignant MCA Records.
Le disque se place, cependant, 6e dans le classement Swiss Albums Top 100 et 45e dans le Billboard 200.

## Liste des titres
| 1.    | Now (All Through the Night)           | Fernando Von Arb, Marc Storace, Jeff Klaven                          | 4:23 |
| 2.    | Hot Shot City                         | Storace, Klaven, Mark Kohler, Tommy Keiser                           | 3:49 |
| 3.    | School's Out (reprise d'Alice Cooper) | Alice Cooper, Michael Bruce, Glen Buxton, Dennis Dunaway, Neil Smith | 3:17 |
| 4.    | Let This Love Begin                   | Von Arb, Klaven                                                      | 5:02 |
| 5.    | Burning Up the Night                  | Von Arb, Storace                                                     | 3:44 |
| 6.    | Say Goodbye                           |                                                                      | 5:19 |
| 7.    | World on Fire                         | Von Arb, Storace, Klaven                                             | 6:11 |
| 8.    | Hard Luck Hero                        | Von Arb, Storace, Klaven                                             | 4:13 |
| 9.    | Long Way From Home                    | Von Arb, Storace, Klaven                                             | 5:06 |
| 41:04 |                                       |                                                                      |      |

## Crédits
| - Fernando Von Arb : guitares - Marc Storace : chant - Jeff Klaven : batterie, percussions - Mark Kohler : guitare rythmique - Tommy Keiser : basse Invités et membres additionnels - Allan Holdsworth : guitare solo sur Long Way from Home - David Mansfield : guitare acoustique - Leon Gaer : basse - Jai Winding, Paul Fox : claviers - Bob Carlyle, Tom Kelly, Tommy Funderburk, The Brat Choir : chœurs | - Production, mixage : Tom Werman - Co-production : Fernando Von Arb - Pré-production : Jürg Naegeli - Ingénierie : Duane Baron assisté de Peter A. Barker, David Eaton - Direction artistique : Howard Fritzson - Photographie : Von Thomas |

## Charts
Charts album
| Pays       | Durée du classement | Meilleur classement |
| ---------- | ------------------- | ------------------- |
| Canada     | 9 semaines          | 77e                 |
| États-Unis | 17 semaines         | 45e                 |
| Suède      | 1 semaine           | 46e                 |
| Suisse     | 12 semaines         | 6e                  |

Charts singles
| Année | Single       | Chart                  | Position |
| ----- | ------------ | ---------------------- | -------- |
| 1986  | School's Out | Mainstream Rock Tracks | 67e      |